# 1974
1974（千九百七十四、一九七四、せんきゅうひゃくななじゅうよん）は、自然数また整数において、1973の次で1975の前の数である。

## 性質
- 1974は合成数であり、約数は1, 2, 3, 6, 7, 14, 21, 42, 47, 94, 141, 282, 329, 658, 987, 1974である。
  - 約数の和は4608。
  - 485番目の過剰数である。1つ前は1968、次は1976。
- 397番目のハーシャッド数である。1つ前は1968、次は1980。
  - 21を基とする9番目のハーシャッド数である。1つ前は1848、次は2289。
- 1974 = 2 × 3 × 7 × 47
  - 45番目の四素合成数である。1つ前は1938、次は1995。(オンライン整数列大辞典の数列 A046386)
  - 四素合成数がハーシャッド数になる19番目の数である。1つ前は1785、次は2010。
- 19742 + 1 = 3896677 であり、n 2 + 1 が素数になる207番目の数である。1つ前は1970、次は1980。(オンライン整数列大辞典の数列 A005574)
- n = 1974 のとき n と n − 1 を並べた数を作ると素数になる。n と n − 1 を並べた数が素数になる164番目の数である。1つ前は1948、次は1992。(オンライン整数列大辞典の数列 A054211)
- 約数の和が1974になる数は2個ある。(1124, 1973) 約数の和2個で表せる118番目の数である。1つ前は1952、次は1984。
- 各位の和が21になる62番目の数である。1つ前は1965、次は1983。

## その他 1974 に関連すること
- 西暦1974年
- 『1974 (16光年の訪問者)』